# Половинка (приток Иртыша)
Полови́нка (
сибирскотат. 
Чиган; в верховье Чиганка) — река в Тевризском районе Омской области России. Устье реки находится в 1248 км по правому берегу реки Иртыш. Длина реки составляет 19 км.

## Данные водного реестра
По данным государственного водного реестра России относится к Иртышскому бассейновому округу, водохозяйственный участок реки — Иртыш от впадения реки Омь до впадения реки Ишим, без реки Оша, речной подбассейн реки — бассейны притоков Иртыша до впадения Ишима. Речной бассейн реки — Иртыш.